# 中村もときの通勤ラジオ
中村もときの通勤ラジオ（なかむらもとき の つうきんラジオ）は、KBCラジオで放送していた平日朝の情報生ワイド生番組である。1999年4月放送開始、2010年10月1日番組終了。
メインパーソナリティはフリーアナウンサーの中村基樹。
アシスタントは奥田智子（KBCアナウンサー 月曜・火曜日）と木原友香（水曜～金曜日）。
他に、浜田しのぶ、岩淵 梢がアシスタントの時代あり。
中村基樹は元RKB毎日放送アナウンサーで、RKB時代にはこの番組が放送されている時間帯にRKBラジオで『中村もときのおはようRKB』のメインパーソナリティを担当していた。

## 放送時間
- 月曜～金曜日：6:30～9:00(JST)

## コーナー

### 番組終了時のコーナー
- 今朝のスポットライト（お早うネットワーク企画ネットコーナー）
  - 月曜日　青木康晋（「週刊朝日」前編集長、現在朝日新聞）
  - 火曜日　二木啓孝（「日刊ゲンダイ」ニュース編集部部長）
  - 水曜日　須田慎一郎（ジャーナリスト）
  - 木曜日　川村晃司（テレビ朝日コメンテーター）
  - 金曜日　歳川隆雄（「インサイドライン」編集長・政治アナリスト）
    - 2007年3月以前はコメンテーターコーナーは日産ラジオナビとして7時35分過ぎに放送、この時間帯は社会情勢により、そのことに関連する人物に話を聞いたり、「ワイドショー一番出し」と称して面白い話題を三つ紹介するコーナーだった。
- 今朝の三枚おろし（企画ネット番組）
  - 文化放送などでは「武田鉄矢・今朝の三枚おろし」を放送しており、KBCではCMのみネットしている。
  - 内容は自社製作のスポーツニュース。ホークスが勝った翌日は応援歌「いざゆけ若鷹軍団」が流れ、前日の実況を交えながらホークスの試合を振り返るのが通例。負けた日の翌日は、中村が不機嫌なため、非常に投げやりな感じになる。
- もときのホットライン（曜日替りの生活情報）
  - 月曜日　青島健太（スポーツジャーナリスト）
  - 火曜日　梨元勝（芸能リポーター）
  - 水曜日　吉永みち子（エッセイスト）
  - 木曜日　松井宏夫（医療ジャーナリスト）
  - 金曜日　荻原博子（経済ジャーナリスト）…コーナー名「今週の気になる経済1・2・3」
- ホークス情報
  - 「三枚おろし」からさらに掘り下げた内容のホークス情報。
- SUZUKIハッピーモーニング・鈴木杏樹のいってらっしゃい（ニッポン放送制作）
- TOYOTA モーニングナビゲート・週刊エンター（文化放送制作）
- もときのいいタカ放談
  - リスナーからのFAX・メールを交えながら基樹が時事問題に切り込んでいく。2007年度まではスポーツの話題、以後は時事ニュースの話題が中心。
  - 日によってはゴルフライターの月橋文美や、アビスパ福岡アンバサダー・布部陽功が出演し、それぞれゴルフ・アビスパ関連の話題が繰り広げられる。
- もときがポンと5000円
  - リスナーと電話を繋ぎ、中村とトークをするコーナー。電話に出るだけで現金5000円がもらえる。
- レースガイド
- KBC朝日新聞ニュース（6:50頃・7:55頃・8:50頃）
- KBC天気予報（6:52頃・7:57頃・8:52頃）
- KBC交通情報（7:34頃・8:02頃・8:27頃）

### 最終回以前に終了したコーナー
- ニュースのつぼ
- 梅博士 松本紘斉のヘルシーモーニング（～2009年3月）
- 今朝一番（東芝提供 企画ネット番組）
- NISSANビジネスサポートトピックス（ニッポン放送制作）
- いすゞ お父さん・お母さんへの手紙（CBCラジオ制作）（～2009年3月）
- TOYOTAスポーツ人間模様（～2009年3月）
  - 旬のアスリートに関するドキュメンタリー。
- 経済データ最前線（～2009年3月）

## リンク
- 中村もときの通勤ラジオ

| KBCラジオ 平日朝の生ワイド枠 | KBCラジオ 平日朝の生ワイド枠 | KBCラジオ 平日朝の生ワイド枠 |
| 前番組                       | 番組名                       | 次番組                       |
| ---------------------------- | ---------------------------- | ---------------------------- |
| 長谷川ひろし おはよう7       | 中村もときの通勤ラジオ       | 武内裕之That's On Time       |